# Hartwig Berger
Hartwig Berger (* 1. Februar 1943 in Uelzen) ist ein deutscher Philosoph, Soziologe und Politiker (Bündnis 90/Die Grünen Berlin). Er gehörte für drei Legislaturperioden dem Abgeordnetenhaus von Berlin an.

## Leben
Hartwig Berger studierte in Tübingen und Heidelberg, bevor er an der FU Berlin 1970 mit einer Arbeit zu einem wissenschaftstheoretischen Thema promoviert wurde. Er habilitierte sich 1975 und lehrte anschließend als Privatdozent am dortigen Institut für Soziologie. Von 2002 bis 2014 leitete Berger als ehrenamtlicher Vorstandsvorsitzender das Berliner Naturschutzzentrum Ökowerk am Teufelssee e.V. Für seine langjährigen Verdienste um den Natur- und Umweltschutz wurde Hartwig Berger 2014 mit dem Berliner Naturschutzpreis der Stiftung Naturschutz Berlin ausgezeichnet.

## Politik
Berger hatte von 1989 bis 1990 für die Alternative Liste und erneut von 1991 bis 2001 für Bündnis 90/Die Grünen ein Mandat im Abgeordnetenhaus inne. Berger befasste sich insbesondere mit Fragen ökologischer Energienutzung.

## Publikationen
- Untersuchungsmethode und soziale Wirklichkeit. Athenäum, Königstein 1985, ISBN 978-3-7610-4069-0.
- Arbeitseinwanderer und Bürokratie : Literaturbericht zu einem Mauerblümchen der Migrationsforschung. Ed. Parabolis, Berlin 1990.
- Der lange Schatten des Prometheus: über den Umgang mit Energie. oekom - Ges. für Ökologische Kommunikation, München 2009, ISBN 978-3-86581-129-5.